# ميخائيل نايتون
ميخائيل نايتون (بالإنجليزية: Michael Knighton)‏ هو مدرب كرة قدم ولاعب كرة قدم بريطاني، ولد في 4 أكتوبر 1951 في ديربيشاير في المملكة المتحدة. لعب مع نادي كارلايل يونايتد.

## وصلات خارجية
- ميخائيل نايتون على موقع Soccerbase.com (مدرب) (الإنجليزية)